# Melchor Amate Hernández
Melchor Amate Hernández, (El Estrecho de Fuente Álamo (Murcia), 2 de mayo de 1900- Cartagena, 15 de noviembre de 1983)  más conocido por sus contemporáneos como Cabo Amate, fue un militar español, Cabo del Ejército y caballero Laureado de San Fernando participante en la guerra del Rif.

## Biografía
Nacido en El Estrecho de Fuente Álamo (Murcia), ingresó a los veintiún años como soldado en el Regimiento de Vizcaya, en el que ascendió a cabo en 1923.
Durante la guerra del Rif, en marzo de 1924 marchó a Melilla con el batallón expedicionario de su regimiento y en junio fue trasladado su batallón desde Melilla a Ceuta, acampando en Wad Lau, donde sufrió un violento ataque el 4 de julio, pasando poco después a la posición de Chentafa, guarnecida por cuarenta clases y soldados al mando de un teniente, y que, por ser normalmente abastecida por la próxima de Solano, carecía de repuesto de víveres y agua.
El 14 de agosto de 1924 fue atacada y sitiada por el enemigo, consumiéndose en ese mismo día todas las subsistencias con que contaba, quedando la guarnición a falta de todo, pues no pudo abastecerse por los continuos ataques que recibía. El día 18 la situación llegó a ser insostenible, pues la mayor parte de los hombres que quedaban estaban heridos y todos ellos atormentados por la sed. En estas circunstancias, el Cabo Amate, herido en una muñeca y que a todos daba ejemplo por su levantado espíritu y especial atención por los heridos, se ofreció al oficial para intentar hacer la aguada en el Wad Lau, a un kilómetro de la posición, oferta que no fue aceptada en un principio, pero autorizado más tarde salió de la posición acompañado de otro soldado (muerto después en cautiverio), en dirección al río, llevando las cantimploras del blocao.
Al hallarse a unos trescientos metros de la posición encontraron a un grupo de marroquíes, por lo que se pusieron a la defensiva protegiéndose en un matorral próximo, pero al intentar disparar su fusil sobre el grupo que le atacaba fue hecho prisionero y llevado hasta la alambrada del blocao, intimidándole a que gritase que iba solo, que llevaba agua para la posición y que le abriesen la alambrada, pero, dándose cuenta del peligro que con el engaño ponía a sus compañeros, gritó: “Mi teniente, no puedo llevarle el agua, estoy en poder del enemigo, ¡haga fuego!”, voces que oídas por la guarnición les aprestó a la defensa, por lo que fue bárbaramente apaleado por los marroquíes y conducido a Ait Kamara, en la cabila de Beni Urriaguel.
Durante cerca de dos años permaneció en cautiverio, padeciendo grandes sufrimientos debido a los castigos a que fue sometido por no querer humillarse ante sus guardianes, palizas que dejaron como prueba en su cuerpo numerosas cicatrices y llagas.
Una vez liberado, el 26 de mayo de 1926, se licenció del Ejército con el empleo de cabo y desempeñó la plaza de edil en el Ayuntamiento de Cartagena.
El 30 de junio de 1926 disfrutó de una entrada triunfal en su ciudad natal organizada por el alcalde Alfonso Torres López. Además se galardonó al ya conocido como héroe de Chentafa con la Cruz Laureada de San Fernando de 2.ª Clase.
Por Real Orden de 11 de junio de 1929 se le concedió la Cruz Laureada de San Fernando, reconociendo así su heroísmo. Al año siguiente ingresó en el Cuerpo de la Guardia Civil, solicitando la baja dos años después para pasar a la Maestranza de la Armada en una plaza ganada por oposición, manteniéndose en este puesto hasta su jubilación en 1965.
En 1926 se le había dedicado una de las plazas en El Estrecho de Fuente Álamo, en la que se colocó una placa con la siguiente inscripción: Plaza del Cabo Amate, hijo de este pueblo.
Había contraído matrimonio en 1926 con María Antonia Guillén Velasco, del que nacieron cuatro hijos: Concepción, Manuel, Antonio y Melchor. La hija mayor se casó con el alférez de navío en la reserva  Antonio Parras Cano; Manuel, alférez de navío, tuvo un hijo que es oficial de Artillería; Antonio también perteneció a la Armada, así como un hijo de éste, oficial de submarinos y actualmente comandante; por último, Melchor trabajó en la Empresa Nacional Bazán, de Cartagena.